# Mönchenholzhausen
Mönchenholzhausen är en ortsteil i staden Grammetal i Landkreis Weimarer Land i förbundslandet Thüringen i Tyskland. Mönchenholzhausen var en kommun fram till den 31 december 2019 när den uppgick i Grammetal. Kommunen Mönchenholzhausen hade 1 631 invånare 2019.